# نجم عبد الله أحمد
نجم عبد الله أحمد قاضٍ عراقي، عُيّن رئيس الادعاء العام ابتداءً من 14 أيلول سنة 2021.

## المناصب
- رئيس الادعاء العام (2021 - )
- المشرف القضائي في هيئة الإشراف القضائي ( - 2021)
- نائب رئيس هيئة الاشراف القضائي ( - 2020)[2]
- رئيس اللجنة المركزية لتعويض المتضررين جراء العمليات الحربية والاخطاء العسكرية والعمليات الارهابية في الأمانة العامة لمجلس الوزراء (2017م)[3]